# Hypsosinga funebris
Hypsosinga funebris là một loài nhện trong họ Araneidae.
Loài này thuộc chi Hypsosinga. Hypsosinga funebris được Eugen von Keyserling miêu tả năm 1892.